# Буканиер
Вижте пояснителната страница за други значения на Буканиер.
Буканиер е термин, който е използван през късния 17 век в Карибските острови. Буканиерите са били капери или пирати, които атакували френските и испанските кораби в Карибско море през 17 и 18 век. Терминът буканиер идва от френската дума „Boucanier“, означаваща ловец на подивели крави и свине, предимно на Антилските острови. Те опушвали месото на дървени скари, наречени „boucans“, за да бъде съхранено за по-дълго време. Буканиерите научават това от местните племена араваки, населяващи Санто Доминго. Араваките наричали метода Барбикоа – откъдето произлиза думата Барбекю.
Въпреки това, островитяните скоро започнали да използват думата буканиер, за да опишат пиратите в Карибите през 1660-те. Английските заселници на Ямайка първи започнали да разпространяват името със значение на бунтовни пирати, плаващи по карибските пристанища и морета. Буканиерите първо поразили Порт Роял, Остров Тортуга и Испаньола. Името буканиер започнало да се използва масово през 1684, когато излязла книгата „Буканиерите на Америка“, написана от френския писател Александър Екскемелен. След излизането на тази книга всички хора по света знаели какво означава буканиер.
Въпреки вредното им въздействие за карибските острови, буканиерите са написали и променили историята на 17 век. Те се биели на страната на анличаните, повлияли са на търговските пътища, а също така са спечелили много битки в карибските териториални спорове.

## История
Буканиерите са били пирати, които атакували френските и испанските кораби в Карибско море през 17 и 18 век. Сега термина широко се използва като синоним на пират. Докато пиратите се ограничавали само с моретата, буканиерите плячкосвали и по суша.
Около 1630 група французи, които са били изтласкани от остров Сейнт Китс, отишли на остров Испаньола и близкия Тортуга (сега част от Хаити). Те се препитавали, като ловували диви говеда и продавали кожите на нидерландски търговци. Испанците се опитали да ги изгонят, но буканиерите, подпомогнати от много други французи, нидерландци и англичани, станали толкова силни, че започнали да плават до континента Северна Америка и превзели градове.
От гледна точка на Лондон, буканиерите са били евтин начин да надмогнат техните съперници по това време – испанците. Английската корона лицензирала пиратите като „капери“, узаконила техните операции, като в замяна получавала дял от печалбите им. Буканиерите били поканени от британците да базират техните кораби в Порт Роял в Ямайка. Буканиерите били упълномощени от британците да атакуват френски, нидерландски и испански кораби и колонии, правейки по този начин Порт Роял най-благоденстващия град в Карибско море. Даже морски офицери били изпращани да ръководят буканиерите, например Кристофър Мингс. В един момент те спрели да зачитат факта дали Англия е във война с Испания, Нидерландия или Франция.
Сред главатарите на буканиерите е имало и един французин на име Монбар, който разрушил толкова много испански кораби и избил толкова много испанци, че бил наречен „Унищожителя.“ Друг много известен главатар бил един уелсец на име Хенри Морган, който формирал цяла флота, показал забележителни военни умения, с които превзел много испански крепости и градове. Морган станал богат и се върнал в Англия, където бил произведен в рицар от Чарлз II.
Най-накрая буканиерите били сразени от Франция и Англия.

## Отличителни качества
Буканиерите се различавали от обикновените пирати. Техните екипажи действали като демократична система: капитанът бил избиран от екипажа и те са могли да го заменят след гласуване. Капитанът е трябвало да бъде водач и боец, който участва в битките наравно със своите хора, а не да дава заповеди от далече.
Плячката била разделяна на равни части. Главатарите вземали по-голям дял само когато поемали по-големи рискове или демонстрирали специални умения. Често екипажите плавали без заплащане и можело да изминат месеци, докато разделят някаква плячка. Пиратите били със силен боен дух, който им позволявал да печелят морските битки: те обикновено имали огромно числено превъзходство над търговските плавателни съдове. Също така за определен период от време е съществувала социално-осигурителна система, гарантираща пари и злато за рани в битките, на база изработеното.
Понякога буканиерите насилствено принуждавали хора от определени професии, като дърводелци например, да плават с тях за определено време и ги пускали да си ходят едва когато нямали нужда вече от тях (освен ако доброволно не са искали да се присъединят към тях). Пиратите били за политическо и социално равенство и освобождавали робите от превзетите от тях кораби, превозващи роби. Въпреки това, техните островни общности не издържали за дълго време този модел общество.

## Пиратска банда
Буканиерите или пиратите си създали репутация на независими, авантюристични, даже с нрав на престъпници. Пиратските банди се състояли главно от избягали слуги или роби, фалирали плантатори, престъпници, либерали и свободомислещи хора. За да съставят пиратска група единственото необходимо е било да намерят подходящ кораб, който да завземат, добър попътен вятър и опънати платна. Буканиерите в самото начало започнали да окупират Ямайка, Испаньола и Тортуга. Тези места били идеални бази за пиратите с техните големи пристанища, скалисти планини и тревисти местности, които да помагат на буканиерите да се крият незабелязани. Но в същото време тези скалисти райони възпрепятствали транспорта и съобщенията при пътуванията по тези места. Буканиерите незаконно се разполагали в тези земи и плавали около тях, непрекъснато тормозейки търговските кораби.